# 44-та рейхс-гренадерська дивізія «Гох унд Дойчемайстер»
44-та рейхс-гренадерська дивізія «Гох унд Дойчемайстер» (нім. 44. Reichsgrenadier-Division „Hoch- und Deutschmeister“) — гренадерська піхотна дивізія Вермахту за часів Другої світової війни.

## Історія
44-та рейхс-гренадерська дивізія «Гох унд Дойчемайстер» сформована 1 червня 1943 на заміну розгромленої в Сталінграді 44-ї піхотної дивізії, яка була остаточно знищена у січні 1943 року у складі 6-ї армії.

Бойовий прапор 134-го гренадерського полку

За персональним наказом Гітлера всі дивізії, що були розгромлені радянськими військами відновлювалися з попереднім номером та мали продовжувати бойовий шлях своїх попередників. 17 лютого 1943 44-та дивізія розпочала формування спочатку, як звичайна піхотна дивізія Вермахту, на базі 887-го та 888-го гренадерських полків на території Бельгії.
1 червня 1943 до складу дивізії був доданий 134-й гренадерський полк й вона отримала почесне звання «Гох унд Дойчемайстер» на честь славетної частини австро-угорської армії піхотний полк «Гох унд Дойчемайстер» №4, що існував у лавах цісарських Збройних сил з 1696 року і мав таке звання. Також до з'єднання включили 80-й протитанковий, 46-й інженерний, 64-й зв'язку батальйони та низку частин забезпечення і підтримки. Рейхс-гренадерська дивізія увійшла до складу LXXXIX-го армійського корпусу 15-ї армії, що виконував окупаційні та оборонні функції на території Бельгії.
26 липня 1943 Головнокомандувач військами Вермахту на Заході генерал-фельдмаршал Г.фон Рундштедт отримав наказ на термінову передислокацію 2-х дивізій на Італійський театр війни, для того щоб зайняти усі альпійські перевали та ключові вузли комунікацій на півночі Італії. 44-та дивізія вирушала в напрямку перевалу Бреннер, у той час, як 305-та піхотна на Ніццу. Перші дивізійні підрозділи почали прибувати до австрійського Інсбрука вже 27 липня й до кінця місяця уся дивізія зосередилася у визначеному районі, узявши під контроль важливий перевал, й очікуючи команду на введення військ до Італії.
Незабаром на фоні загрозливої для німців обстановки, що склалася в Італії в цей час, 44-та дивізія увійшла на територію свого союзника й швидко опанувала Больцано та важливі вузли доріг поблизу міста.

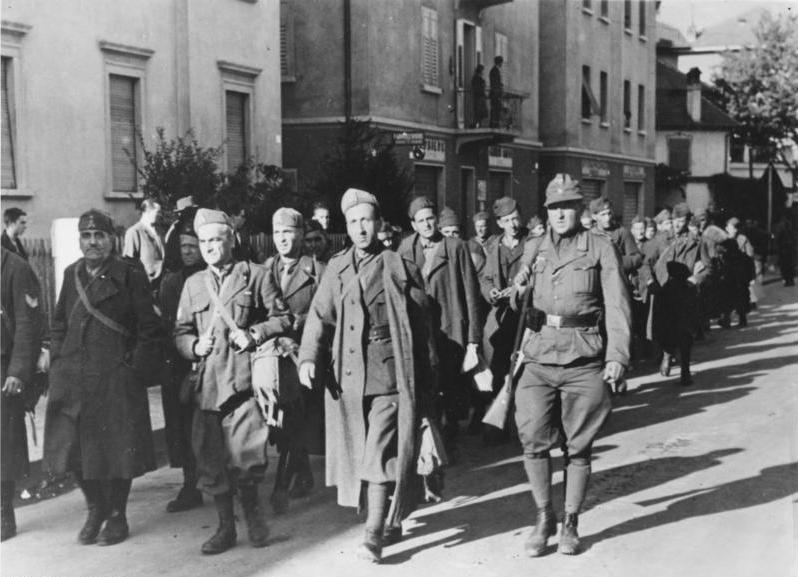
Італійські військовополонені, захоплені в Больцано, їдуть вулицями міста. Операція «Аксе». Вересень 1943

Карта боїв 44-ї рейхс-гренадерської дивізії «Гох унд Дойчемайстер» за Монте-Кассіно з 24 січня до 11 лютого 1944. Битва при Монте-Кассіно

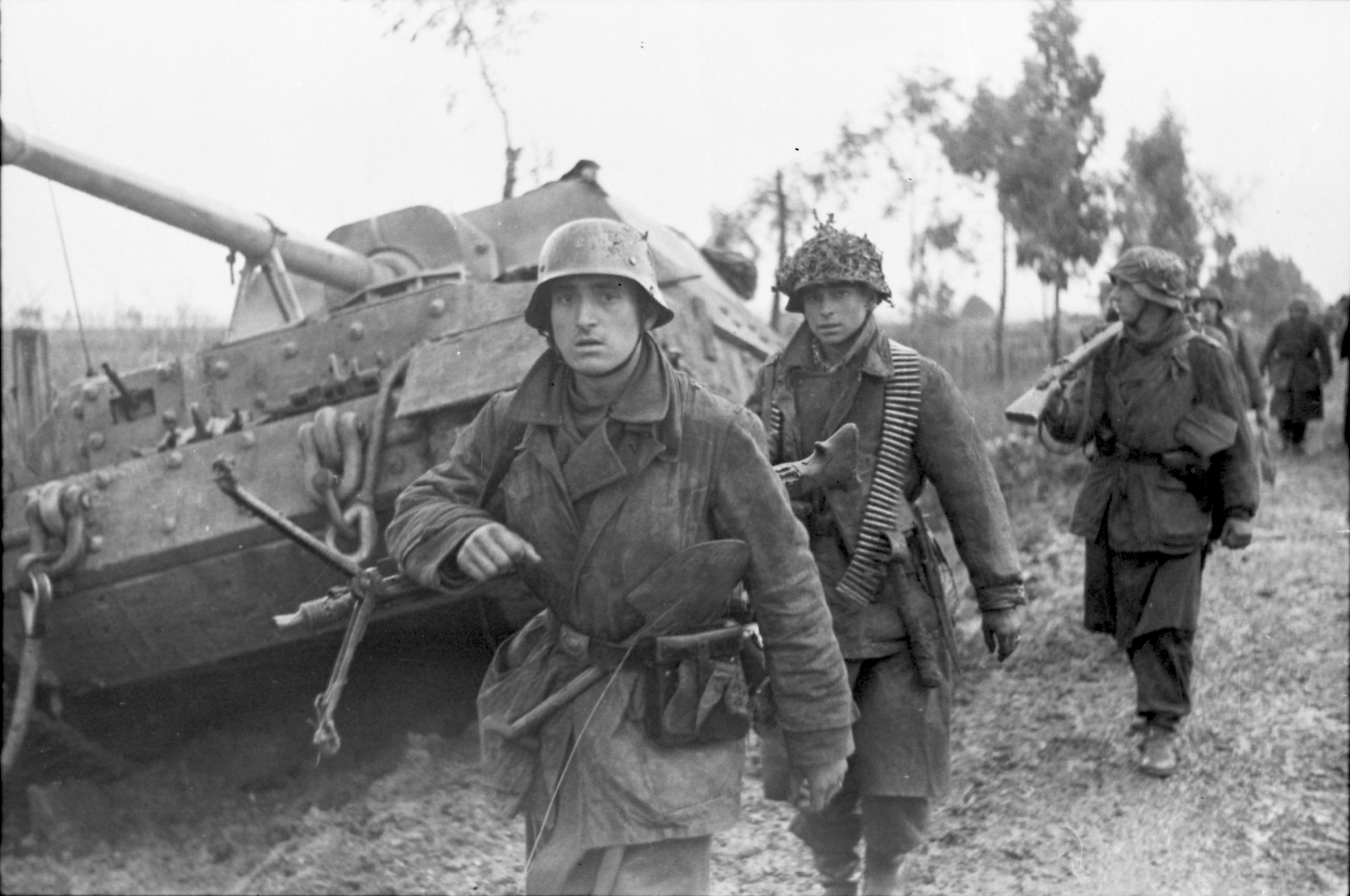
Німецька піхота проходить поруч з німецьким важким винищувачем танків «Фердинанд». Італійська кампанія. Березень 1944

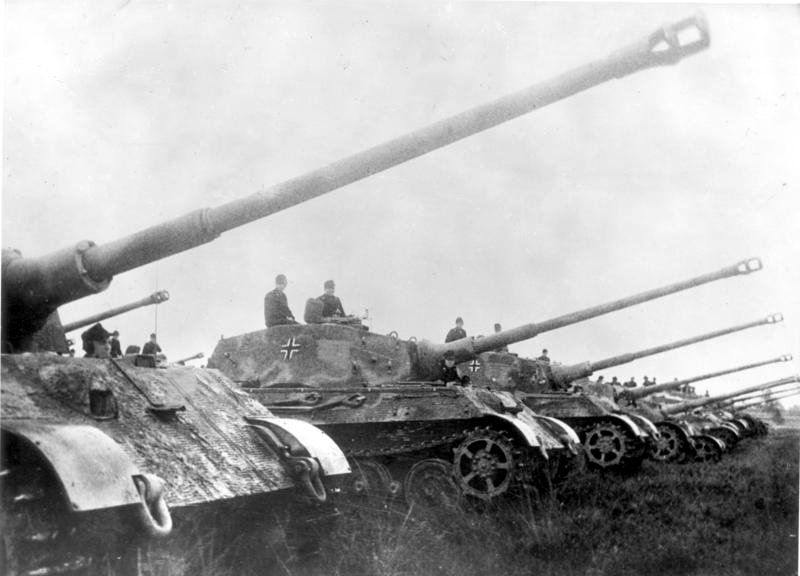
503-й важкий танковий батальйон на важких танках «Тигр II», що був доданий 44-й дивізії перед початком наступу. 1944

8 вересня 1943 маршал Бадольо оголосив про вихід Італійського королівства із війни та перемир'я з союзниками. Німці втілили в життя план операції «Аксе» — масштабне введення німецького Вермахту на Апеннінський півострів, зайняття всіх ключових позицій всередині колишнього партнера по Осі й роззброєння і розпуск його збройних сил. Основним завданням 44-ї дивізії стало відповідно роззброєння італійського XXXV-го армійського корпусу, що дислокувався в Больцано. Під час проведення операції німці узяли в полон більше за 50 000 італійських військових, серед яких 18 генералів та 1 783 офіцери.
Югославські партизани негайно скористалися ситуацією, що утворилася з виходом Італії з війни, й активізували свою діяльність в Істрії та Крайні, переважна більшість населення яких становила суміш з італійців, словенців, хорватів. Крайна була анексована фашистською Італією у 1941 році. ОКВ віддав наказ командуванню німецької групи армій «B» терміново зайняти найважливіші об'єкти інфраструктури, транспортні та комунікаційні вузли на цих землях. З вересня до листопада 44-та рейхс-гренадерська дивізія «Гох унд Дойчемайстер» діяла у складі 2-го танкового корпусу СС, встановлюючи «німецький порядок» на спірних територіях й проводячи каральні операції проти місцевого руху опору та партизанських сил Югославії.
У зв'язку з наступом англо-американських військ на півдні країни, наприкінці листопада 1943 року 44-та дивізія разом з ще декількома з'єднаннями була перекинута в район оборонної лінії Густава, що перетинала усю Італію зі сходу на захід, де перейшла до позиційної оборони визначеного рубежу замість виснаженої та побитої у попередніх боях 26-ї танкової дивізії. Оборона дивізії проходила по крутих схилах гір, вершинах та ущелинах центральних Апеннінських гір в районі долини Рапідо та міста Сант'Елія. Також у секторі її оборони були укріплення селища Лагон, що невдовзі піддалися інтенсивним атакам американського VI-го корпусу.
Протягом тривалого часу, підрозділи дивізії протистояли атакам американської 45-ї піхотної дивізії прорватися крізь їх оборонні позиції та вирватися вглиб регіону. Основні бої розгорнулися навколо селища Лагон, висоти 769, сутички за яку тривали декілька днів безперервно. Атаки переходили в контратаки, часто битва перетворювалася на рукопашні герці. Врешті-решт під тиском противника формування 44-ї дивізії відступили від займаних позицій, американці здійснили спробу прорватися до Лагону, але вуличні бої в селищі тривали ще два тижні.
Незабаром 44-ту дивізію відвели на короткий час до резерву, її позиції зайняла 5-та гірсько-піхотна дивізія, а після поповнення та доукомплектування рейхс-гренадерську дивізію перекинули південніше в район долини Лірі. Тут на позиціях, що розташовувалися на пагорбах та горах, формування дивізії тримали оборону разом з 29-ю панцер-гренадерською дивізією поздовж шосе № 6.
4 січня 1944 американська 5-та армія розпочала наступ на позиції німецьких військ, що обороняли цю ділянку рубежу. Протягом трьох днів американська артилерія вела виснажний артилерійський вогонь по позиціях противника, що окопався на панівних висотах та вершинах. Підрозділи спеціальних військ, навчені діяти в умовах високогір'я, штурмом захоплювали ті позиції, що не могли бути уражені вогнем артилерійських систем. День за днем, американські війська прогризали ворожу оборону і поступово просувалися вперед. Комбінуючи прицільний вогонь з штурмом та діями спецпідрозділів, союзники опановували одне укріплення за другим, німецька 44-та дивізія зазнавала серйозних втрат, III-й батальйон 132-го полку у боях скоротився до розмірів роти; ці рештки прикріпили до II-го батальйону. Згодом генерал фон Зенгер надав команду на відведення військ із займаних рубежів, 44-та дивізія відступила до Кассіно на відпочинок та відновлення боєздатності.
22 січня 1944 союзники висадили морський десант в Анціо, з метою виходу в тил німецьким військам, що обороняли Зимову лінію. Обстановка різко погіршилася, й 44-та дивізія знову була кинута в бій на утримання оборони навколо монастиря Монте-Кассіно. 3 батальйони 132-го піхотного полку займали підготовлені в інженерному відношенні позиції повздовж долини річки Рапідо, ще 2 батальйони 131-го полку тримали підступи до гір Каїро і Белеведре.
25 січня по займаних оборонних позиціях німців завдав удару Французький експедиційний корпус, його війська використовуючи усі переваги за дві доби жорстоких боїв практично знищили передову лінію оборони 44-ї дивізії, але водночас, самі французи втратили бойовий потенціал, зазнавши колосальних втрат у живій силі. 27 числа вони зайняли ключові точки оборони дивізії, але ні сил, ні резервів у них не лишилося. Тим не занехаяв скористатися генерал фон Зенгер, котрий не гаючи часу, кинув на виснаженого супротивника усі свої резерви й за три дні наполегливих контратак відбив те, за що французи заплатили таку високу ціну.
Протягом ще декількох днів тривали кровопролитні бої, союзники кинули на німецькі позиції 34-ту американську піхотну дивізію, яка боролася запекло за опанування укріплених рубежів противника. 1 лютого американські солдати прорвали оборону та захопили декілька важливих об'єктів у системі оборони німців. 44-та дивізія вже практично не мала ані сил, ані боєприпасів вести оборонний бій. 2 лютого їй на заміну підійшла 90-та панцергренадерська дивізія генерала Е.Бааде, яка визволила виснажену та розтрощену 44-ту рейхс-гренадерську дивізію й зайняла оборонну лінію на околицях Монте-Кассіно.
Дивізію відвели в тил на переформування. На Італійському фронті вона брала участь у боях ще тривалий час, до жовтня 1944, поступово обороняючи рубежі, що простиралися від Кассіно до Північної Італії. Тут майже рік вона провела в безперервних боях, причому слава дивізії постійно зростала. У 1943—1944 дивізія брала участь у боях вздовж річок Сангро і Рапідо і у всіх трьох боях при Кассіно, а потім відступила через гори Абруцци.
Наприкінці жовтня радянські війська прорвали німецьку оборону в Угорщині, для німців склалася виключно загрозлива ситуація, на цьому напрямку резервних військ практично не було й шлях на Будапешт був відкритий. 44-та дивізія у цей час перебувала на відновленні в Удіне, звідкіля її терміново перекинули до Угорщини. 7 листопада вона отримала наказ ОКВ на передислокацію й 60 потягами її доставили до Печ на півдні країни.
Війська 3-го Українського фронту маршала Толбухіна наприкінці жовтня силами 57-ї та 4-ї гвардійської армій розпочали наступ й швидко розгромили противника, що тримав оборону поблизу озера Балатон. 30 листопада Червона армія захопила Печ, оборона німців тріщала по всіх напрямках; 44-та дивізія разом з 31-ю дивізією СС ледве утримувала свої позиції південніше озера Балатон.
2-га танкова армія Вермахту спромоглася стабілізувати обставу та закріпитися на рубежах поблизу найбільшого озера Угорщини й утримувати єдине, що лишилося в руках нацистів, нафтове родовище біля Надьканіжа. До грудня 44-та дивізія змогла укріпитися та трохи відновити свою боєздатність. Для ліквідації плацдарму радянських військ, що утворився біля Печ, група армій «Південь» здійснила спробу провести операцію «Південний вітер», намагаючись концентричними ударами 2-го танкового корпусу СС з півдня та танкового корпусу «Фельдхернхалле» з 44-ю дивізією, посиленої 503-м важким танковим батальйоном на «Тиграх II», з півночі зрізати виступ.
17 лютого 1945 німці перейшли в наступ і на другий день 44-та дивізія з превеликими труднощами і значними втратами просунутися до Дунаю. Місцями бої переходили у рукопашні сутички на вулицях угорських сіл, але німецьким військам вдалося посунути Червону армію із займаних рубежів. У цей час до командування групи армій «Південь» надійшов прямий наказ фюрера про проведення чергового наступу. Гітлер хотів опанувати усією центральною Угорщиною до Дунаю включно.
Операція «Фрюлінгсервахен» розпочалася 6 березня 1945 з наступу на вістрі удару 6-ї танкової армії СС, щойно перекинутої з Західного фронту. 44-та рейхс-гренадерська дивізія «Гох унд Дойчемайстер» діяла у складі 2-го танкового корпусу СС обергрупенфюрера В. Біттріха разом з 2-ю та 9-ю танковими дивізіями СС. Однак, попри значні сили зосереджені на напрямку головного удару, радянські війська швидко реорганізували власну оборону та стрімким маневром сил, у першу чергу моторизованих, ліквідували загрозу прориву німецьких військ вглиб своїх військ. Успіх німецького наступу був мізерний, 44-та дивізія на 13 березня втратила в боях 500 чоловік, постійно відбивала контратаки військ 3-го Українського фронту, посилених танками, і вельми повільно просувалася вперед.
16 березня німецький наступ остаточно видих, зріділі танкові підрозділи Ваффен-СС зупинилися західніше Будапешту. Гітлер наказав утримувати кожний сантиметр захопленої землі й стояти до смерті останнього солдата. Тим часом, радянські війська не стали витрачати час та надавати ворогу можливість закріпитися на зайнятих рубежах, й відразу розпочали масштабний контрнаступ. Війська генерала Толбухіна на 24 години потужним ударом розтрощили німецькі формування, й вибили їх з території, яку вони прогризали протягом десяти діб.
Під ударами Червоної армії німецькі війська, знекровлені попереднім наступом, покотилися на захід, мляво відбиваючи атаки радянських військ в ар'єргардних боях. Постійно напосідаючи на розбиті підрозділи німців, що відступали, атакуючи їх за кожної зручної можливості короткими нападами й тривожним вогнем артилерії, війська 9-ї гвардійської армії поступово видавлювали німецько-угорські війська з території Угорщини. 44-та дивізія практично повністю розтрощена, така, що втратила в боях свого командира генерала фон Роста, який загинув разом із часткою свого штабу, дезорганізованими колонами похапки відступала до Австрії. Нарешті рештки 44-ї рейхс-гренадерської дивізії вийшли до австрійського міста Бад-Радкерсбург, де їх трохи привели до тями і передали до складу I-го кавалерійського корпусу.
Наприкінці квітня, 44-та дивізія утримувала оборонні позиції в Нижній Австрії, де, однак, участі у великих боях більше не брала. Після беззастережної капітуляції Третього Рейху багато солдатів змогли втекти на захід і, таким чином, уникнути радянського полону.

## Райони бойових дій
- Бельгія (червень — серпень 1943);
- Італія (серпень 1943 — листопад 1944);
- Угорщина, Австрія (листопад 1944 — травень 1945).

## Командування

### Командири
- генерал-лейтенант доктор права Франц Баєр (нім. Franz Beyer) (1 червня 1943 — 1 січня 1944);
- генерал-лейтенант доктор політекономії Фрідріх Франек (нім. Friedrich Franek) (1 січня — 1 травня 1944);
- генерал-лейтенант Бруно Ортнер (нім. Bruno Ortner) (1 травня — 25 червня 1944);
- генерал-лейтенант Ганс-Гюнтер фон Рост (нім. Hans-Günther von Rost) (25 червня 1944 — 23 березня 1945);
- оберст Гоффманн (нім. Hoffmann) (23 березня — 8 травня 1945).

### Підпорядкованість
| Час          | Корпус              | Армія              | Група армій (округ)   | Штаб                  |
| ------------ | ------------------- | ------------------ | --------------------- | --------------------- |
| 1943         |                     |                    |                       |                       |
| 1 червня     | LXXXIX-й ак         | 15-та армія        | Група армій «D»       | Бельгія               |
| 27 липня     | Група Фюрштайна     | —                  | Група армій «B»       | Північна Італія       |
| 27 серпня    | Група Віттгефта     | —                  | Група армій «B»       | Північна Італія       |
| 23 вересня   | 2-й тк СС           | —                  | Група армій «B»       | Істрія                |
| 23 листопада | XIV-й тк            | 10-та армія        | Група армій «C»       | Монте-Кассіно         |
| 1944         |                     |                    |                       |                       |
| 1 січня      | XIV-й тк            | 10-та армія        | Група армій «C»       | Монте-Кассіно         |
| 10 травня    | LI-й гк             | 10-та армія        | Група армій «C»       | Апенніни              |
| 17 травня    | XIV-й тк            | 10-та армія        | Група армій «C»       | Апенніни              |
| 21 травня    | LI-й гк             | 10-та армія        | Група армій «C»       | Апенніни              |
| жовтень      | —                   | 10-та армія        | Група армій «C»       | Апенніни              |
| листопад     | LXXXXVII-й ак       | —                  | Група армій «C»       | Удіне                 |
| грудень      | LXVIII-й ак         | 2-га танкова армія | Група армій «F»       | Печ                   |
| 1945         |                     |                    |                       |                       |
| січень       | LXVIII-й ак         | 2-га танкова армія | Група армій «Південь» | Печ                   |
| лютий        | тк «Фельдхернхалле» | 8-ма армія         | Група армій «Південь» | Естерґом              |
| березень     | —                   | —                  | Група армій «Південь» | Балатон               |
| квітень      | I-й кк              | 2-га танкова армія | Група армій «Південь» | Бад-Радкерсбург, Грац |
| травень      | XXXXIII-й ак        | 8-ма армія         | Група армій «Південь» | Лінц                  |

### Склад
| 1943-1945                                       |
| ----------------------------------------------- |
| 131-й гренадерський полк                        |
| 132-й гренадерський полк                        |
| Рейхс-гренадерський полк «Гох унд Дойчемайстер» |
| 96-й артилерійський полк                        |
| 44-й мінометний дивізіон                        |
| 44-й розвідувальний батальйон                   |
| 46-й винищувально-протитанковий дивізіон        |
| 80-й інженерний батальйон                       |
| 64-й дивізійний батальйон зв'язку               |
| 44-те дивізійне управління постачання           |
| 123-й запасний батальйон «Гох унд Дойчемайстер» |

## Нагороджені дивізії
Нагороджені дивізії
Нагороджені Сертифікатом Пошани Головнокомандувача Сухопутних військ для військових формувань Вермахту за збитий літак противника
- 16 травня 1942 — 131-й піхотний полк за дії 28 березня 1942 (136);
- 19 липня 1942 — 96-й артилерійський полк за дії 8 квітня 1942 (177);
- 10 серпня 1942 — 3-й піхотний батальйон 132-го піхотного полку за дії 13 травня 1942 (194).

|  | Кавалери Золотого Німецького Хреста                                                                        | 60                                      |
|  | Кавалери Срібного Німецького Хреста                                                                        | 1                                       |
|  | Кавалери Лицарського хреста Залізного хреста з Дубовим листям                                              | 1 (№ 50 оберст Карл Айбль — 31.12.1941) |
|  | Кавалери Лицарського хреста Залізного хреста                                                               | 26                                      |
|  | Кавалери Почесної застібки Сухопутних військ «Почесна застібка на орденську стрічку для Сухопутних військ» | 19                                      |

- Нагороджені Сертифікатом Пошани Головнокомандувача Сухопутних військ (5)
- Нагороджені Сертифікатом Пошани Головнокомандувача Сухопутних військ за збитий літак противника (2)